# La Vall d'Alcalà
La Vall d'Alcalà è un comune spagnolo situato nella comunità autonoma Valenciana.